# Västerljungs församling
Västerljungs församling var en församling i Strängnäs stift och i Trosa kommun i Södermanlands län. Församlingen uppgick 2010 i Trosa församling.

## Administrativ historik
Församlingen har medeltida ursprung och utgjorde till 1962 ett eget pastorat. Den var från 1962 till 2010 annexförsamling i pastoratet Trosa-Vagnhärad, Trosa stadsförsamling och Västerljung. Församlingen uppgick 2010 i Trosa församling.

## Kyrkor
- Västerljungs kyrka